# Parathylactus sumatranus
Parathylactus sumatranus là một loài bọ cánh cứng trong họ Cerambycidae.